# Jéssica Quintino

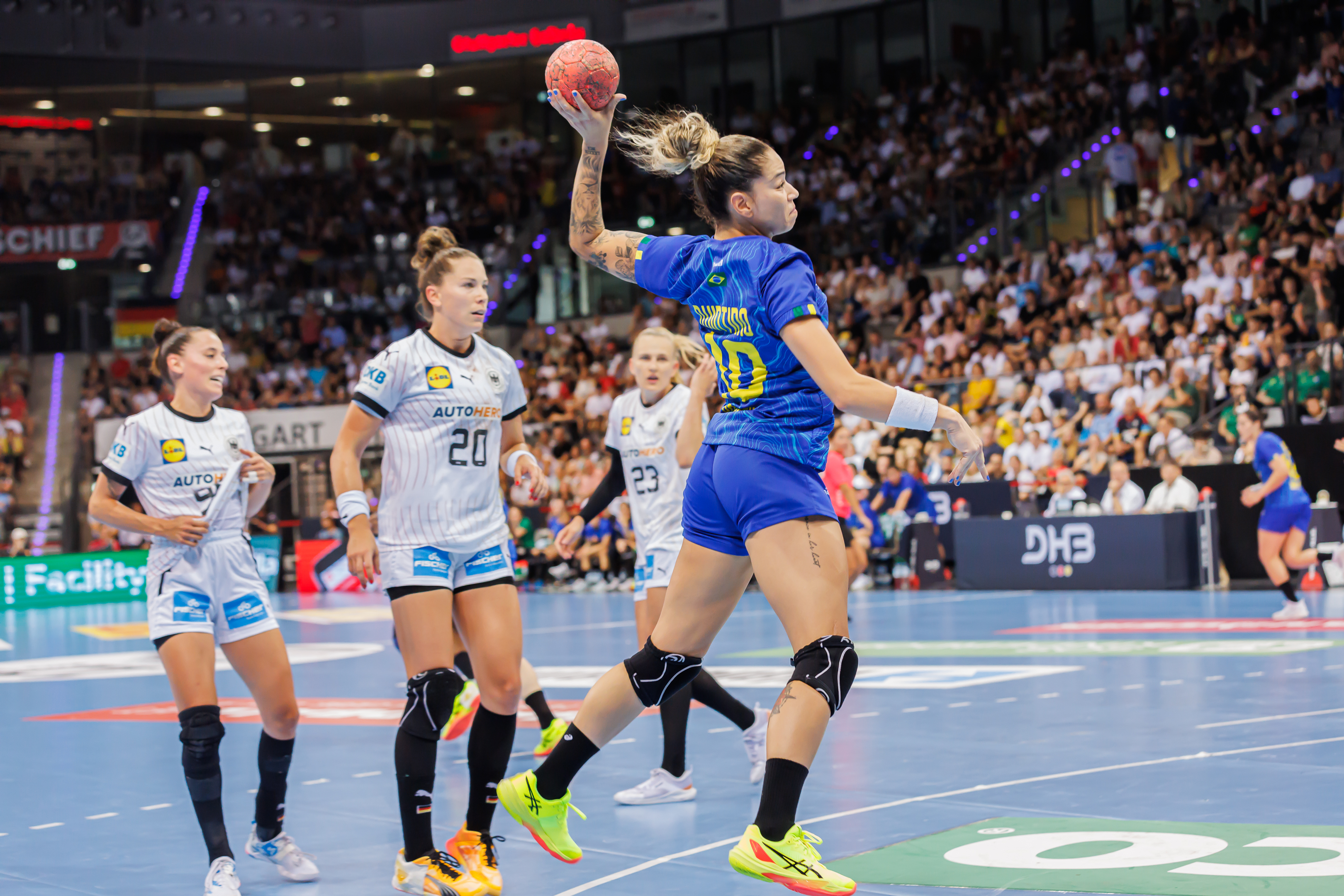

Jéssica da Silva Quintino (São Paulo, 17 de abril de 1991) é uma jogadora brasileira de handebol, que atua como ponta direita.

## Trajetória desportiva
Começou a praticar handebol na escola, aos oito anos. Canhota, logo foi reconhecida pelos professores como uma jogadora habilidosa.
É bicampeã nos Jogos Pan-Americanos: 2011 em Guadalajara e 2015 em Toronto.
Integrou a seleção brasileira no Campeonato Mundial de Handebol Feminino de 2011 em São Paulo (quinto lugar).
Participou dos Jogos Olímpicos de 2012 em Londres (sexto lugar) e dos Jogos Olímpicos de 2016 no Rio de Janeiro.
É bicampeã no Campeonato Pan-Americano de Handebol Feminino: 2013 em Santo Domingo e 2015 em Havana.
É bicampeã da Liga Polonesa de Handebol Feminino: 2015 e 2016.
Atualmente joga no Vistal Laczpol Gdynia da Polônia.